# Північна Ютландія (острів)
Північна Ютландія, Вендсюссель-Ти (дан. Nørrejyske Ø, Vendsyssel-Thy; англ. North Jutlandic) — острів, розташований на крайній півночі півострова Ютландії, у регіоні Північна Ютландія в Данії (Європа).

## Географія
Острів знаходиться у регіоні Північна Ютландія, у північній частині країни і відділений від материка довгою, вузькою протокою Лім-фіорд шириною 1-5 км. Протяжність острова з північного сходу на південний захід близько 180 км, при максимальній ширині до 55 км. Максимальна висота — пагорб Кньосен, 136 м. Має площу — 4685 км² (4-те місце у Данії та 122-ге в світі).
Найбільше місто Йоррінг, має населення 65 307 осіб (2017) і знаходиться в північно-східній частині острова. Населення острова становить 295 407 осіб (2017).

## Історія
Північна частина півострова Ютландії, острів Північна Ютландія (Вендсюссель-Ти) був відокремлений від материкової частини Лім-фіордом у 1825 році в результаті сильного шторму і викликаної ним повені, проте до цього часу зазвичай вважається материковою частиною.